# CE2 (film)
Pour les articles homonymes, voir CE2 (homonymie).
Pour plus de détails, voir Fiche technique et Distribution.
CE2 est un film réalisé par Jacques Doillon, sorti en 2021.
À la suite des accusations d'agressions sexuelles à l'encontre de Jacques Doillon par trois actrices, les acteurs Nora Hamzawi et Alexis Manenti refusent d'assurer la promotion du film, provoquant le report de sa sortie en salles. Par ailleurs, les conditions de casting des très jeunes comédiens sont aussi qualifiées de harcèlement et font l'objet d'un signalement.

## Synopsis
Une élève de CE2, Claire, est harcelée par deux enfants de sa classe. Le directeur de l'école n'intervient pas malgré la demande de la mère de Claire. Celle-ci reste seule face aux harceleurs et en souffre, mais finalement bourreau et victime s’apprivoisent,.

## Fiche technique
- Titre : CE2
- Réalisation et scénario : Jacques Doillon
- Son : Julien Sicart, Olivier Goinard
- Photographie : Pierre Cottereau
- Montage : Camille Delprat
- Décors : Henriette Desjonquères
- Costumes : Marine Galliano
- Date de sortie :
  - France : 25 août 2021 (Festival du film francophone d'Angoulême)

## Distribution
- Roxane Barazzuol : Claire
- Cyril Sader : Kevin
- Nora Hamzawi : Constance, la mère de Claire
- Alexis Manenti : Gérald, le père de Kevin
- Doully : Sandra, la mère de Kevin
- Madeleine Knoll Relot : Jade
- Esther Pierluisi : Emily
- Ruben Pellegrini : Anthony
- Théo Cholbi : l'amant de Sandra
- Julien Tiphaine : Jean, le père de Claire
- Laurent Ziserman : le directeur de l'école élémentaire
- Aurélie Babled : l'institutrice de la classe de CE2
- Marie Decroocq : la directrice de l'école maternelle
- Hella Haddaji : Atsem

## Production
CE2 est tourné pendant la période estivale de 2020 dans le Puy-de-Dôme en particulier à Billom. Le film est présenté en avant-première lors de la 14e édition du festival du film francophone d'Angoulême en 2021.

### Polémiques
Pour un article plus général, voir Violences sexuelles et sexistes dans le cinéma français.
Malgré la polémique liée aux accusations d'agressions sexuelles à l'encontre de Jacques Doillon par les actrices Judith Godrèche, Anna Mouglalis et Isild Le Besco, la société de production maintient la sortie du prochain film du cinéaste, prévue le 27 mars 2024. Son actrice principale, Nora Hamzawi, déclare alors sur Instagram ne pas soutenir cette décision qui constitue pour elle « un mépris de la parole des femmes ». Elle ajoute : « ce qui se passe dans le milieu du cinéma, et qui je l’espère s’étend à d’autres milieux, est essentiel et important. C’est la chose à soutenir en priorité aujourd'hui»,. De même, Alexis Manenti indique qu'il ne va pas assurer la promotion du film « au vu de la gravité des accusations portées à son encontre ». La sortie en salles est reportée.
Le quotidien Le Monde, qui a visionné les essais passés à de très jeunes comédiens, a également révélé des méthodes de casting jugées problématiques, car potentiellement assimilables à du harcèlement et de la manipulation. Après avoir vu les images, trois députés, membres des délégations aux droits des enfants ou aux droits des femmes, envoient un signalement auprès de la procureure de la République de Paris, en vertu de l'article 40 du code de procédure pénale. Ces accusations sont rejetées par le réalisateur, la société de production du film et certains parents des jeunes acteurs.